# アメリカ南方軍
アメリカ南方軍（アメリカなんぽうぐん、英語：United States Southern Command、略称：SOUTHCOM）は、アメリカ軍における地域別統合軍の一つ。中南米と西インド諸島（キューバを含む）を担当地域としている。人員は約1,200名、司令部はフロリダ州マイアミ所在。

## 概要

統合軍の地域管轄地図 赤茶色が南方軍

南方軍は南方陸軍（USARSO）、南方海軍（USNAVSO）、南方空軍（USAFSOUTH）、南方海兵隊（USMARFORSOUTH）を中心に構成される。このほか、グアンタナモ統合任務部隊（JTF-GTMO）、ブラボー統合任務部隊（JTF-B）なども含まれている。
フロリダ州マイアミに司令部を置くが、実際の指令はプエルトリコのサンフアンにあるフォート・ブキャナン、ホンジュラスのソト・カノにあるフォート・ブラボの前方司令所からも行われる。加えて前線作戦司令室がエルサルバドルのコマラパ、アルバおよびキュラソー島にある。
アメリカ軍のこの地域への進出は1898年の米西戦争に次いで、1903年にはパナマを独立させ、海兵隊が進出した。パナマ運河地帯を租借し、軍の駐留を行っている。第二次世界大戦中も防衛兵力を所在させていた。1947年11月1日に中南米を担当地域とする統合軍としてカリブ軍団(Caribbean Command,本部パナマ所在)が設立された。このカリブ軍団が1963年に担当地域の実情と合わせるために南方軍と改称された。
南方陸軍はアメリカ合衆国の租借地であるパナマ運河地帯の太平洋側にラテンアメリカ最大規模の軍人及び民間従業員を擁し駐屯し、パナマ侵攻にも参加した。パナマ運河条約の改定に伴い、運河地帯がパナマに返還されることとなり、1997年9月26日までに兵力を撤収、司令部はマイアミに移動した。これ以降、南方軍は地域別統合軍のうち、担当地域内に司令部を置かない3つのうちの1つとなった（もう2つは、フロリダ州タンパに司令部を置く中央軍と、ドイツのシュトゥットガルトに司令部を置くアフリカ軍である）。
南方軍は麻薬戦争で麻薬取締局、司法省、移民関税執行局などに対し、全般的な支援を行っている。中南米での麻薬取引の取締りのために南方軍は航空機や船舶を用いたアメリカへの麻薬密輸ルートを監視している。これに対して、南方軍は連邦政府の対麻薬予算のうち（2000年度178億$）の約1%を受け取っている。
また、南方軍は、頻繁に災害派遣を経験していることでも知られており、2005年から2010年までに14回の災害救援出動を記録している。2010年1月12日に発生したハイチ地震に対する救援でも、2万人に及ぶ救援部隊を配属されて、アメリカ軍による救援活動の司令部として機能した。
2023年現在の司令官はローラ・J・リチャードソン陸軍大将（2021年10月29日 - ）。

## 編制

### 構成部隊
- 南方陸軍（USARSO）
  - 第6軍
- 南方海軍（USNAVSO）
  - 第4艦隊
- 南方空軍（USAFSOUTH）
  - 第12空軍
- 南方海兵隊（USMARFORSOUTH）

### 隷下地域／機能別統合部隊
- グアンタナモ統合任務部隊（JTF-GTMO）
- ブラボー統合任務部隊（JTF-B）
- 在南方特殊作戦軍（SOCSOUTH）：南方軍において特殊作戦を管轄する部隊。

## 歴代司令官
| 1    |  | アンドリュー・オメーラ陸軍大将 Andrew P. O'Meara                    | 陸軍   | 1963年 6月      | 1965年 2月      |
| 2    |  | ロバート・ポーター陸軍大将 Robert W. Porter                         | 陸軍   | 1965年 2月      | 1969年 2月      |
| 3    |  | ジョージ・R・マザー陸軍大将 George R. Mather\|1969年 2月            | 陸軍   | 1971年 9月      |                 |
| 4    |  | ジョージ・アンダーウッド・ジュニア陸軍大将 George V. Underwood, Jr. | 陸軍   | 1971年 9月      | 1973年 1月      |
| 5    |  | ウィリアム・ロッソン陸軍大将 William B. Rosson                      | 陸軍   | 1973年 1月      | 1975年 7月      |
| 6    |  | デニス・マコーリフ陸軍中将 Dennis P. McAuliffe                      | 陸軍   | 1975年 8月      | 1979年 9月      |
| 7    |  | ウォレス・ナティング陸軍大将 Wallace H. Nutting                     | 陸軍   | 1979年 10月     | 1983年 5月      |
| 8    |  | ポール・F・ゴーマン陸軍大将 Paul F. Gorman                          | 陸軍   | 1983年 5月      | 1985年 3月      |
| 9    |  | ジョン・ガルヴィン陸軍大将 John Galvin                              | 陸軍   | 1985年 3月      | 1987年 6月      |
| 10   |  | フレデリック・ウォーナー・ジュニア大将 Frederick F. Woerner, Jr.    | 陸軍   | 1987年 6月      | 1989年 7月      |
| 11   |  | マクスウェル・R・サーマン大将 Maxwell R. Thurman                    | 陸軍   | 1989年 9月      | 1990年 11月     |
| 12   |  | ジョージ・ジョルワン陸軍大将 George Joulwan                         | 陸軍   | 1990年 11月     | 1993年 11月     |
| 代行 |  | W・A・ワシントン陸軍少将 W.A. Worthington                           | 陸軍   | 1993年 12月     | 1994年 1月      |
| 13   |  | バリー・マカフリー陸軍大将 Barry McCaffrey                          | 陸軍   | 1994年 2月      | 1996年 2月      |
| 代行 |  | ジェームズ・パーキンス海軍少将 James Perkins                        | 海軍   | 1996年 2月      | 1996年 6月      |
| 14   |  | ウェズリー・クラーク陸軍大将 Wesley Clark                           | 陸軍   | 1996年 7月      | 1997年 7月      |
| 15   |  | チャールズ・E・ウィルヘルム海兵大将 Charles E. Wilhelm              | 海兵隊 | 1997年 9月25日  | 2000年 9月8日   |
| 16   |  | ピーター・ペース海兵大将 Peter Pace                                 | 海兵隊 | 2000年 9月8日   | 2001年 9月30日  |
| 代行 |  | ゲイリー・スピアー陸軍少将 Gary D. Speer                            | 陸軍   | 2001年 9月30日  | 2002年 8月18日  |
| 17   |  | ジェームズ・T・ヒル陸軍大将 James T. Hill                           | 陸軍   | 2002年 8月18日  | 2004年 11月9日  |
| 18   |  | バンツ・クラドック陸軍大将 Bantz J. Craddock                        | 陸軍   | 2004年 11月9日  | 2006年 10月19日 |
| 19   |  | ジェームス・スタヴリディス海軍大将 James G. Stavridis               | 海軍   | 2006年 10月19日 | 2009年 6月25日  |
| 20   |  | ダグラス・フレイザー空軍大将 Douglas M. Fraser                      | 空軍   | 2009年 6月25日  | 2012年 11月19日 |
| 21   |  | ジョン・F・ケリー海兵隊大将 John F. Kelly                           | 海兵隊 | 2012年 11月19日 | 2016年 1月14日  |
| 22   |  | カート・W・ティッド海軍大将 Kurt W. Tidd                            | 海軍   | 2016年 1月14日  | 2018年 11月26日 |
| 23   |  | クレイグ・S・フォーラー海軍大将 Craig S. Faller                     | 海軍   | 2018年 11月26日 | 2021年10月29日  |
| 24   |  | ローラ・J・リチャードソン陸軍大将 Laura J. Richardson               | 陸軍   | 2021年 10月29日 |                 |